# فوکوشیما (شهر)

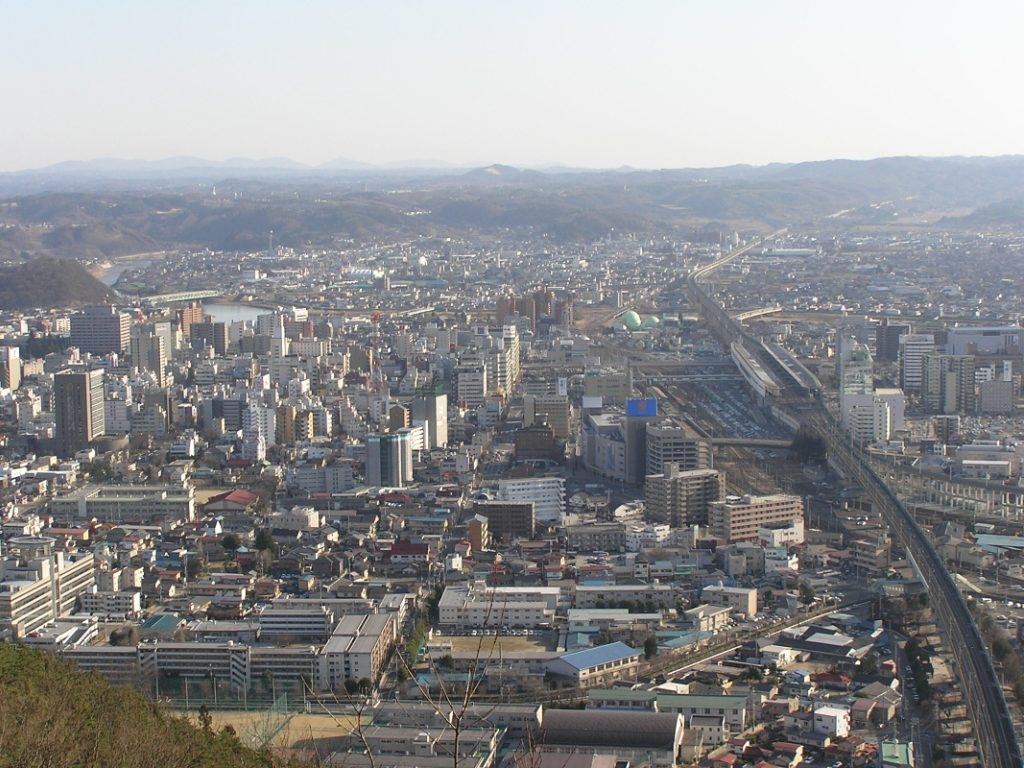
نمایی از شهر فوکوشیما در ژاپن.

فوکوشیما شهری در کشور ژاپن است. این شهر مرکز استان فوکوشیما است و در جزیره هونشو قرار گرفته است. جمعیت این شهر در سال ۲۰۰۷ میلادی برابر ۲۸۹۰۰۰ نفر برآورد شده‌است‌.